# 2012年南アフリカ空軍C-47TP墜落事故
2012年南アフリカ空軍C-47TP墜落事故（2012ねんみなみアフリカくうぐんC-47TPついらくじこ）は、2012年12月5日にドラケンスバーグ山脈のジャイアンツ・キャッスルで南アフリカ空軍のC-47ATPが墜落し、搭乗者11人全員が死亡した事故である。

## 機体
事故機は、C-47Aを改修したC-47ATPである。これは、エンジンをプラット・アンド・ホイットニー・カナダのPT6A-65ターボプロップエンジンに換装し、胴体を延長、主翼構造の強化等を行ったものである。
1944年に製造番号13866（後に25311）として製造され、アメリカ陸軍航空軍に43-48050のシリアルナンバーが付された後、1944年7月10日にナッソーでイギリス空軍へ移籍した。KG767のナンバーを持つダコタ Mk.IIIとなったが、運用されることなく翌月には南アフリカ空軍の所属となり、6840のシリアルナンバーが与えられた。
事故当時、ケープタウンにあるエイステールプラート空軍基地の第35飛行隊に所属していた。第35飛行隊は対潜警戒を含む海洋監視、輸送、偵察、電子戦を任務としている飛行隊であり、1991年から1994年9月にかけて、C-47よりC-47TPへの更新を行っている。事故機は2006年に南アフリカ国防軍が国際連合コンゴ民主共和国安定化ミッションに参加しているゴマで撮影されている。2012年には、南アフリカ空軍の曲技飛行隊シルバー・ファルコンズのサポートを行っており、シルバー・ファルコンズと同様の塗装が施されている。

## 事故

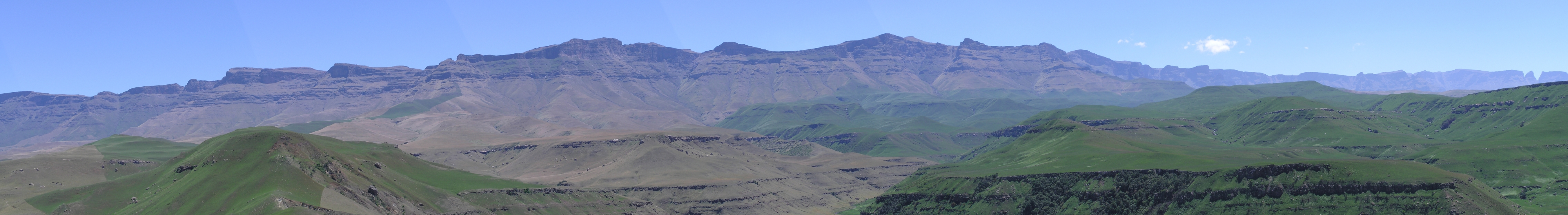
ジャイアンツ・キャッスル

事故機には、乗員6人に同乗者5人を加えた11人が搭乗していた。午前7時45分にプレトリアのウォータークルーフ空軍基地を発ち、ウムタタのウムタタ空港へと向かった。ウムタタ到着予定時刻は午前10時であったが、9時45分に消息を絶った。この直前、ジャイアンツ・キャッスル上空から、視界不良により高度11,000フィート（3,350m）で計器飛行状態にある旨の通信を行っている。
到着予定時刻を過ぎても到着しなかったことから、空軍は捜索を開始した。しかし当時の気象状態は悪く、悪天候によりオリックスヘリコプターの運用に支障が生じ、中断することになった。
12月6日の朝、機体はクワズール・ナタール州北西部に位置するレディスミス近郊のジャイアンツ・キャッスルで発見されたが、全員の死亡が確認された。
12月19日ウォータークルーフ空軍基地で追悼式が行われ、遺体は遺族に引き渡された。2013年5月19日には、墜落現場に慰霊碑が設置されている。
なお、この飛行ルートはネルソン・マンデラ元大統領の故郷であり引退後の居住地であったクヌへの医療チームが使用していたルートであったため、犠牲者がマンデラの医療チームであるとの推測もなされたが、程なく否定された。後に同乗者はマンデラの自宅で要人警護を担当するチームであったことが明らかになった。
悪天候が原因として考えられているが、事故原因として未だ確定しておらず、南アフリカ国防軍によって調査が行われている。また調査過程において当初は民間航空局の主導による調査が行われる予定であったが、能力不足を理由に軍からの反対を生じ、軍による調査となっている。

## 注
1. ↑  C-47のターボプロップ化で知られるエアロ・モディフィケーションズ・インターナショナル製とされることがあるが[2]、同社（例[5]）以外に南アフリカ共和国ではBSASインターナショナルが同様の改修を行っており[3]、カナダのドッドソン・インターナショナル・パーツも納入実績がある[4]。現在本機の改造社については特定されていない。